# Pseudodoxia acritodes
Pseudodoxia acritodes är en fjärilsart som beskrevs av Edward Meyrick 1914. Pseudodoxia acritodes ingår i släktet Pseudodoxia och familjen praktmalar, Oecophoridae. Inga underarter finns listade i Catalogue of Life.